# Josef Alois Dialer
Josef Alois Dialer (* 3. März 1797 in Imst; † 15. Dezember 1846 in Wien) war ein österreichischer Bildhauer.

## Leben

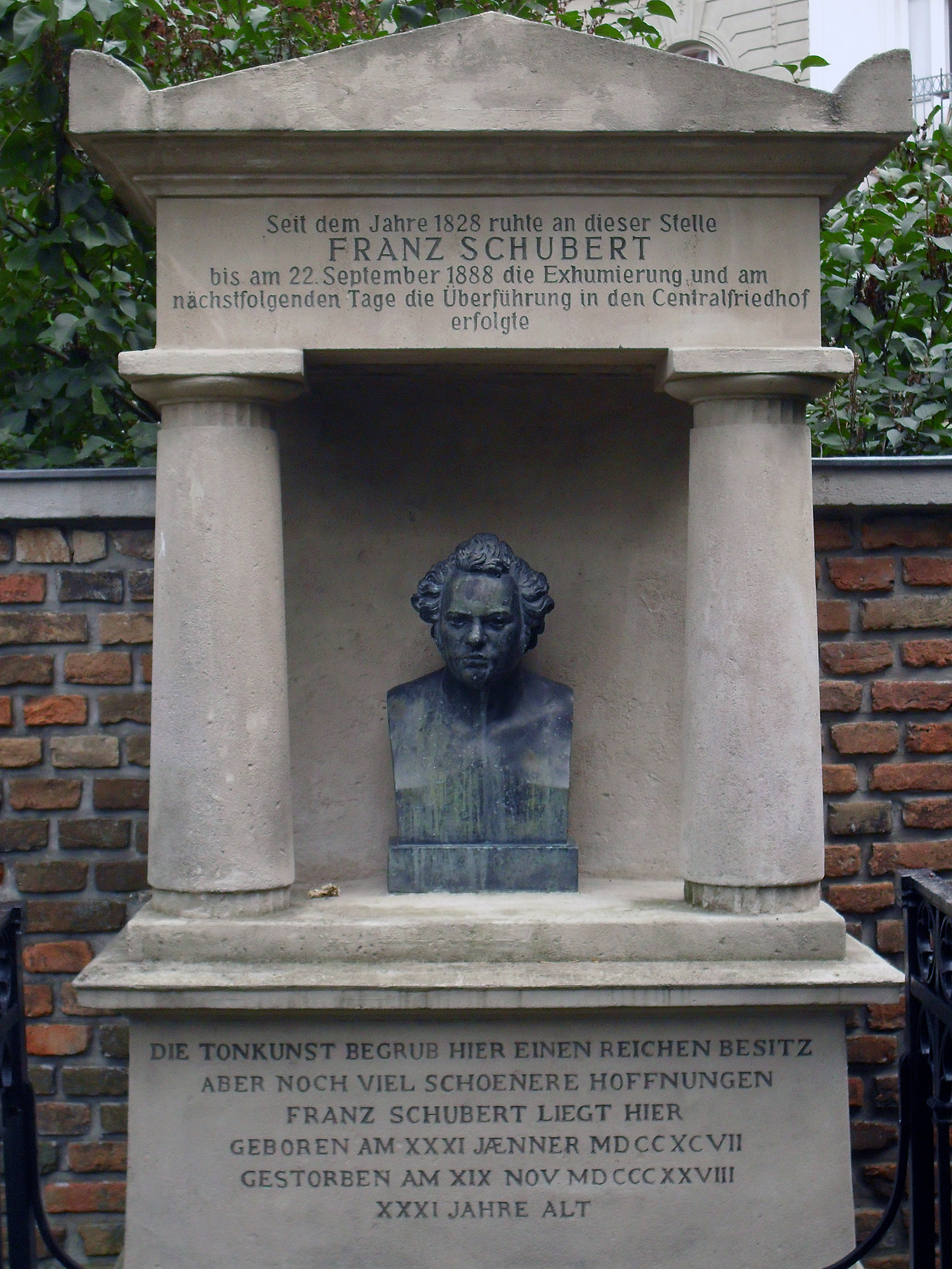
Porträtbüste Franz Schuberts am ehemaligen Währinger Ortsfriedhof

Der Sohn eines Tischlers lernte ab 1814 in Wien bei dem ebenfalls aus Imst stammenden Bildhauer Gottlieb Klotz dem Älteren und studierte von 1815 bis 1823 an der Akademie der bildenden Künste Wien, wo er mit mehreren Preisen ausgezeichnet wurde. 1827 oder 1828 erhielt er ein Stipendium der Tiroler Landstände.
Dialer schuf Porträtbüsten und Plastiken in Gips, Elfenbein und Metallguss im klassizistischen Stil. Sein Hauptwerk waren die allegorischen Figuren in Metallguss am Vorgängerbau des Ödenburger Theaters.

## Werke
- Gipsgruppe Herzog Friedrich mit der leeren Tasche erkannt und gehuldigt von seinen Untertanen, Tiroler Landesmuseum Ferdinandeum, um 1827
- Gipsstatuette Der Genius des Jahres 1809, Tiroler Landesmuseum Ferdinandeum, um 1830[1]
- allegorische Figuren am Theater in Ödenburg, um 1840
- Porträtbüste Franz Schuberts, Währinger Ortsfriedhof
- Büste Ferdinand Raimunds, Grabmal am Bergfriedhof Gutenstein